# Epirrhoe continuata
Epirrhoe continuata är en fjärilsart som beskrevs av Fuchs 1901. Epirrhoe continuata ingår i släktet Epirrhoe och familjen mätare. Inga underarter finns listade i Catalogue of Life.